# زانثوسين
الزانثوسين (بالإنجليزية: Xanthosin)‏ هو نيوكليوسيد مشتق من الزانثين وسكر الرايبوز. وهو مادة بادرة (مادة تنشأ منها مادة أخرى (بالإنجليزية: precursor)‏) لل 7-ميثيل زانثوسين عن طريق عمل إنزيم 7-ميثيل زانثوسين سينثيز (إنزيم تكوين ال7-ميثيل زانثوسين). ال 7-ميثيل زانثوسين هو بدوره مادة بادرة للثيوبرومين (مادة شبه قلوية نشطة موجودة في الشوكولاتة) والذي هو بدوره مادة بادرة للكافيين (المادة شبه القلوية الموجودة في القهوة والشاي).